# Firenzuola (Toskana)
Firenzuola ist eine italienische Gemeinde der Metropolitanstadt Florenz mit 4422 Einwohnern (Stand 31. Dezember 2023) in der Region Toskana.

## Geografie

Lage von Firenzuola in der Metropolitanstadt Florenz

Die Gemeinde erstreckt sich über etwa 272 km². Sie liegt rund 40 km nördlich der Provinz- und Regionalhauptstadt Florenz am Futapass und am Passo del Giogo in der Landschaft des Mugello und an den Flüssen Santerno, Savena, Setta, Sillaro, Diaterna (Ortsteile Bordignano und Caburaccia) und Violla. Der Santerno entspringt im Gemeindegebiet im Ortsteil Cornacchiaia; der Savena entspringt ebenfalls im Gemeindegebiet am Berg Sasso di Castro, verlässt aber nach wenigen Metern die Gemeinde und die Provinz, um in die Metropolitanstadt Bologna einzutreten, ebenso wie der Setta, der das Gemeindegebiet nur für 1 km berührt, allerdings aus der Provinz Prato eintritt.
Sie ist die nördlichste Gemeinde der Metropolitanstadt Florenz und grenzt an die Metropolitanstadt Bologna in der Emilia-Romagna. Der Ort liegt in der klimatischen Einordnung italienischer Gemeinden in der Zone E, 2919 GG.
Zu den Ortsteilen zählen Barco, Bordignano, Borgo Santerno, Bruscoli, Caburaccia, Casanuova, Castelvecchio, Castro San Martino, Coniale, Cornacchiaia, Covigliaio, Giugnola, Le Valli, Montalbano, Moraduccio, Moscheta, Piancaldoli, Pietramala, Rifredo, San Jacopo a Castro, San Pellegrino, Segalari, Sigliola, Traversa, Valle Diaterna, Violla und Visignano.
Die Nachbargemeinden sind Barberino di Mugello, Borgo San Lorenzo, Castel del Rio (BO), Castiglione dei Pepoli (BO), Monghidoro (BO), Monterenzio (BO), Palazzuolo sul Senio, San Benedetto Val di Sambro (BO) und Scarperia e San Piero.

## Geschichte

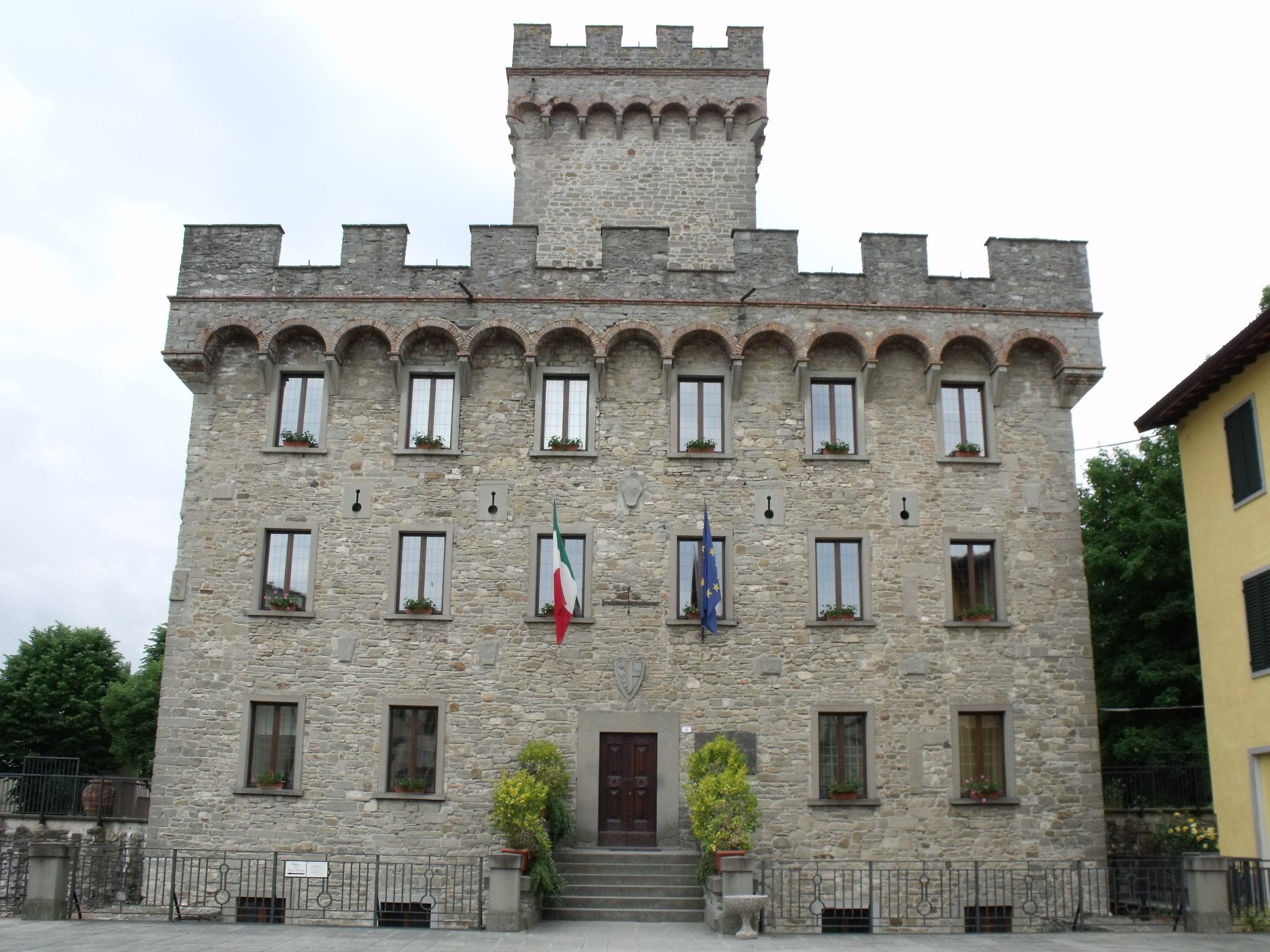
Der Palazzo Pretorio in Firenzuola

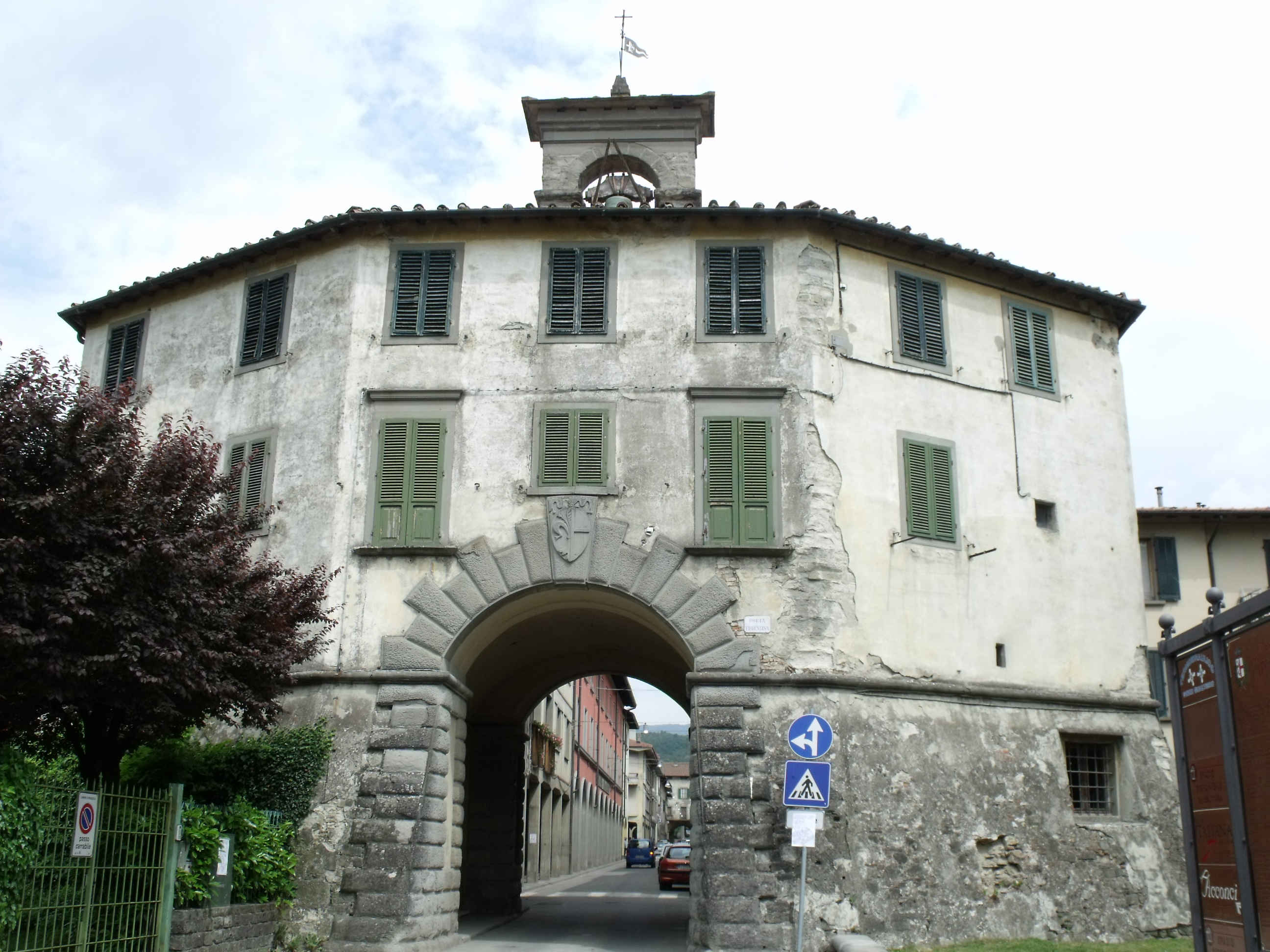
Die Porta Fiorentina, eines der beiden mittelalterlichen Stadttore

Firenzuola wurde im Mittelalter um 1306 von der Republik Florenz gegründet. Der Name Firenzuola entstammt dem Vorschlag des Historikers Giovanni Villani, der piccola Firenze (Firenzuola), also kleines Florenz (bzw. Florenzchen) als Namen wählte. Die Burg Castrum Florentiole wurde 1332 gegründet (wie es ein Dokument vom 28. April 1373 beschreibt), um die Grenzen zwischen dem guelfischen Florenz und dem Einflussbereich der ghibellinischen Familie der Umberti zu kontrollieren, die ihren Machtbereich im Mugello hatten. Als Gemeinde entstand der Ort in der Zeit des Großherzogtum Toskana, wahrscheinlich um 1780, und behielt seine Grenzen bis heute bei.

## Denkmäler

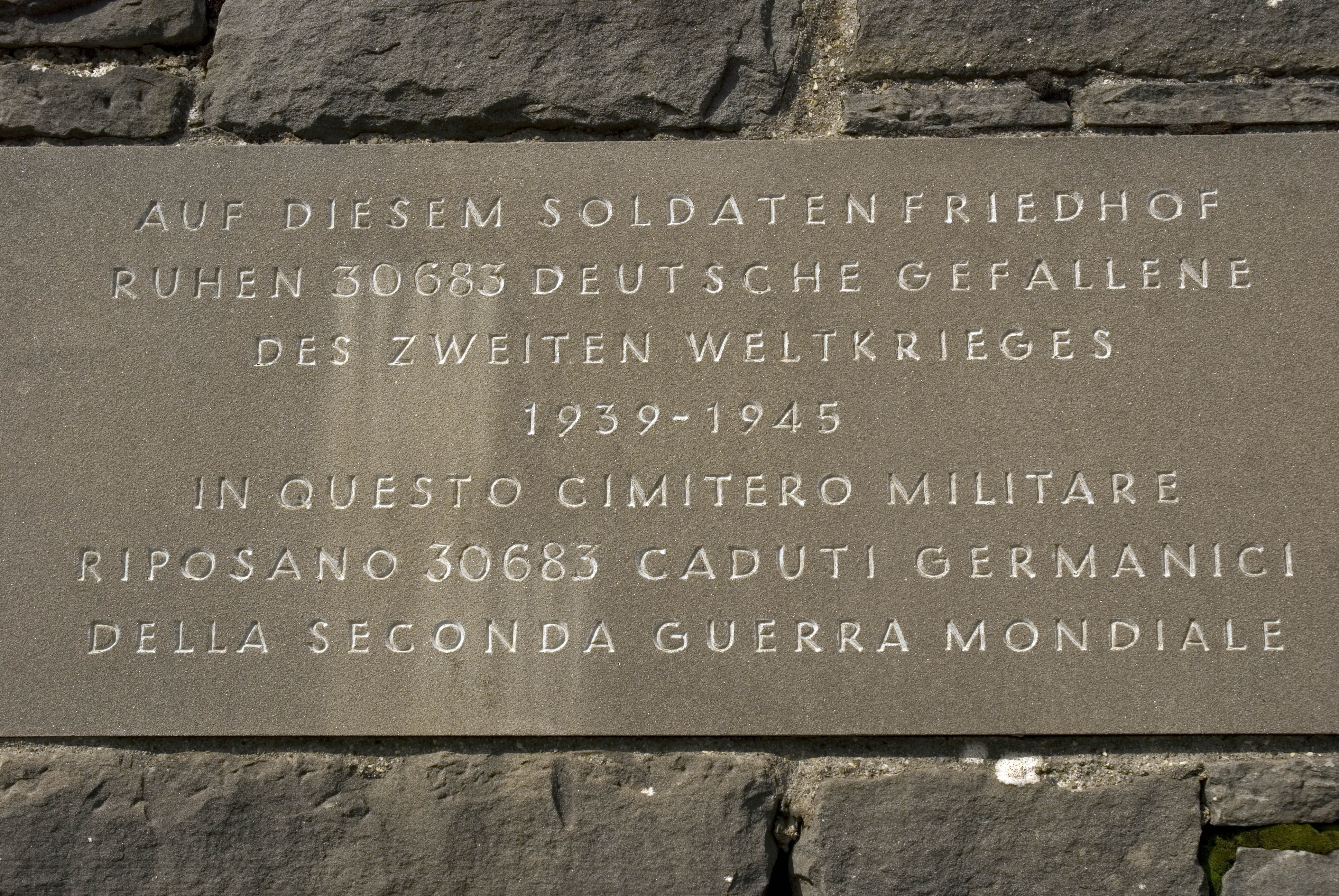
Inschrift am Eingang des Cimitero Militare Germanico della Futa

- Cimitero Militare Germanico della Futa (Deutscher Soldatenfriedhof Futapass), 1962–1967 von Dieter Oesterlen in Zusammenarbeit mit den Gartenarchitekten Walter Rossow und Ernst Cramer sowie dem Bildhauer Helmut Lander geplant und errichtet. Es ist der größte Soldatenfriedhof, der von dem Volksbund Deutsche Kriegsgräberfürsorge in Italien errichtet wurde. Hier liegen in etwa 30.000 Gräber.[7]
- Ebenfalls am Futapass stehen drei Gedenktafeln für die Sportler Clemente Biondetti, Gastone Nencini und Giulio Masetti.

## Museen
- Museo della Pietra Serena, Steinkunstmuseum[8]
- Museo Storico Etnografico, auch Museo storico etnografico di Bruscoli genannt, 1994 eröffnetes ethnographisches Bergmuseum[9]

## Kirchen
- Badia di San Pietro a Moscheta, Abtei im Ortsteil Moscheta, die 1034 durch Johannes Gualbertus entstand.
- Chiesa di San Giovanni Battista, Hauptkirche im Ortskern, die nach der Zerstörung der Pieve di San Giovanni Battista im Zweiten Weltkrieg durch Carlo Scarpa und Edoardo Detti neu errichtet wurde.

## Persönlichkeiten
- Angelo Simonetti (1861–1950), Bischof von Pescia, in Firenzuola geboren, zeitweise stellvertretender Bürgermeister von Firenzuola